# Гамбург, Игорь Адольфович
Игорь Адольфович Гамбург — узбекский хозяйственный и политический деятель, депутат Олий Мажлиса Республики Узбекистан (1994—1997).

## Биография
Родился в Ташкенте 30 сентября 1943 года.
Образование — высшее, инженер-строитель. После окончания института работал прорабом, начальником участка, главным инженером и начальником ПМК-12 треста «Мирзачульстрой».
В 1973—1979 гг. главный инженер, затем управляющий трестом «Обручевосовхозстрой».
С 1979 года главный инженер, с 1986 г. начальник треста «Голодностепстрой», в котором в начальный период его руководства насчитывалось 60 тысяч работников.
В 1990—1994 гг. депутат Верховного Совета Узбекской ССР и Республики Узбекистан (Хавастский округ, избран в первом туре повторных выборов (15 апреля 1990 года). В 1994—1997 гг. депутат Олий Мажлиса.
С 1997 г. жил в Москве, занимался предпринимательством. Умер в 2007 году.